# US Wilderness Areas
Et Wilderness eller Designated Wilderness Area (Vildmarksområde) i USA er ikke bare et område med vildmark, men et regeringsejet landområde, udpeget af Kongressen via særlig lovgivning. Områderne er omfattet forskellige beskyttelsesforanstaltninger. Menneskelig aktivitet i de udpegede områder er begrænset til videnskabelige studier og til rekreative formål. Heste er tilladt, men ingen motoriserede køretøjer eller andet motoriseret udstyr.
USA var det første land i verden, der officielt udpegede områder som "beskyttede vildmarksområder". Dette skete med vedtagelsen af Wilderness Act i 1964. 
Formålet med at udpege et område som Wilderness Area er at bevare områdets naturstatus, samt at beskytte flora og fauna. Beskyttelsen sker gennem forbud mod udvikling af området og forbud mod al motoriseret færdsel. Det første Wilderness Area, som blev udpeget var Great Swamp i New Jersey. Området var blevet opkøbt af lokale, som forærede det til staten for at sikre varig beskyttelse. I dag omfatter dette Wilderness Area omkring 31 km², som ligger inden for en afstand af 50 km fra Manhattan.
Områderne, der udpeges, skal hae bevaret en "oprindelig karakter", og må ikke have menneskelig beboelse eller være udviklet på nogen måde. Beskyttelsen af Wilderness Areas er højere end den beskyttelse som en udpeget nationalpark opnår. Mange US Wilderness Areas ligger da også inden for grænserne af nationalparker for at beskytte disses oprindelige områder i højere grad, end det ellers er muligt.
I dag er omkring 400.000 km² udpeget som Wilderness Area i USA. Det svarer til 4,7 % af landets samlede område. Imidlertid ligger 54 % af de udpegede områder i Alaska, så kun 2,6 % af de sammenhængende 48 stater er udpeget som Wilderness. Områderne er meget forskellige i størrelse. Fra Pelican Island i Florida, der er 20.000 m². til Wrangell-Saint Elias Wilderness i Alaska, der er 36.740 km². 

## Eksterne links
- The Wilderness Act af 1964 Arkiveret 28. februar 2012 hos  Wayback Machine (engelsk)
- Kampgne for Wilderness områder (engelsk)
- Kort over USA's Wilderness Areas Arkiveret 16. marts 2012 hos  Wayback Machine (engelsk)